# Kolp
Pour l’article ayant un titre homophone, voir Pierre Kolp.
La Kolp (en russe : Колпь) est une rivière de Russie et un affluent de la rive droite de la Souda, dans le bassin de la Volga, donc un sous-affluent de la Volga.

## Géographie
La Kolp est longue de 254 km et arrose les oblasts de Leningrad et de Vologda. Elle draine un bassin de 3 730 km2. Son débit moyen est de 25,2 m3/s à 30 km de sa confluence avec la Volga.
La Kolp arrose la ville de Babaïevo (oblast de Vologda). Ses principaux affluents sont les rivières Vessiarka et Kroupen.